# التعطيل في مجلس شيوخ الولايات المتحدة

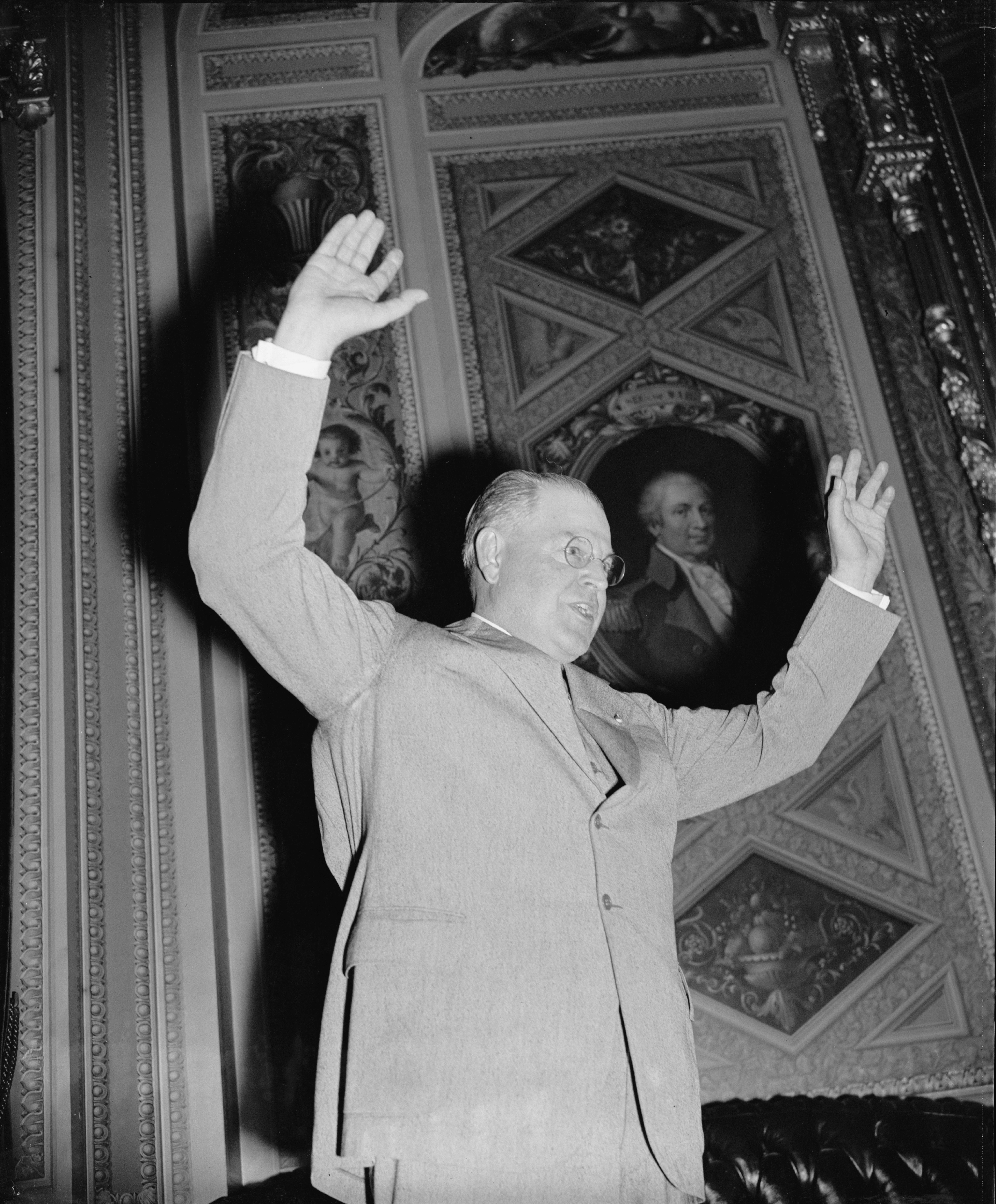
وارين أوستن في تعطيل مجلس الشيوخ. واشنطن العاصمة، 1 يوليو 1939.

التعطيل أو المماطلة السياسية أسلوب مستخدم في مجلس الشيوخ في الولايات المتحدة الأمريكية لمنع إجراء التصويت على إجراء ما عن طريق التعطيل. الشكل الشائع للتعطيل هو إقدام سيناتور أو أكثر على تأخير أو حجب التصويت على مذكرة قانون عن طريق إطالة جلسة النقاش الخاصة بالإجراء. تسمح قوانين مجلس الشيوخ للسيناتور بالتكلم للوقت الذي يريده، وعن أي موضوع يختاره، ما لم يصوت «ثلاث أخماس من أعضاء مجلس الشيوخ المحلفين والمختارين في حينه» (أي 60 من أصل 100 حسب الأعداد الحالية) لإنهاء جلسة النقاش عن طريق إجراء إغلاق النقاش وفق المادة 22 من القانون الداخلي لمجلس الشيوخ.
كانت القدرة على حجب إجراء عن طريق إطالة جلسة النقاش عرضًا جانبيًّا لتغيير القوانين الداخلية الذي حدث في عام 1806، وكان يستخدم بشكل متقطع خلال القرنين التاسع عشر والعشرين. تبنى مجلس الشيوخ في عام 1970 إجراءً «ثنائي المسار» لمنع التعطيل من إيقاف كل النشاطات الأخرى لمجلس الشيوخ. زاد شعور الأقلية حينها بالأمان السياسي الذي يمكنها من التهديد باستخدام حل التعطيل بانتظام أكبر، والذي أصبح أمرًا معتادًا مع مرور الزمن حتى صار الأمر يحتاج حاليًّا إلى 60 صوتًا لإنهاء جلسة النقاش الخاصة بأي غرض تشريعي مثير للجدل تقريبًا. كنتيجة لذلك «تحول مجلس الشيوخ المعاصر إلى مؤسسة 60 صوت – وهو العرف الجديد للموافقة على الإجراءات أو القضايا- وهو تحول جوهري عن السنوات السابقة».
تشمل الجهود المبذولة للحد من هذه الممارسة قوانين تحد صراحةً الوقت المخصص لجلسات النقاش في مجلس الشيوخ، ومن أبرزها قانون الحجز وميزانية مجلس الشيوخ لعام 1974، والذي أسس عملية تسوية الميزانية. تتطلب التغييرات في عام 2013 و2017 الآن أكثريةً بسيطة فقط لتحقيق إجراء إنهاء النقاش على الترشيحات، رغم أن معظم التشريعات ما زالت تتطلب 60 صوتًا.
ما يزال سيناتور واحد أو أكثر يستطيعون من وقت لآخر حجز المنصة لفترة مطولة، أحيانًا دون أن يتطلب ذلك المعرفة المسبقة لرئاسة مجلس الشيوخ. ولكن هذه «التعطيلات» لا ينتج عنها عادةً سوى تأخير بسيط دون تحديد النتائج النهائية، بما أن قدرة مجلس الشيوخ على التصرف الفوري تعتمد على وجود أصوات كافية لإقرار إجراء إنهاء النقاش والانتقال لعملية التصويت النهائية على تشريع ما. ولكن هكذا عمليات تأخير قصيرة يمكن أن تكون مفيدة سياسيًّا إذا أتت قبل موعد نهائي هام (كما هو الحال عند تفادي إغلاق حكومي) أو قبل عطلة مجلس الشيوخ.

## استثناءات
القوانين الوحيدة التي لا تخضع حاليًّا لمتطلبات الستين صوتًا هي تلك القوانين التي تعتبر خاضعة للقوانين التي تحد وقت مناقشتها. هذه الحدود المطبقة على جلسات النقاش لمجلس الشيوخ بإقامة تصويت أكثرية بسيطة على الإقرار النهائي دون الحصول على الأصوات الستين المطلوبة عادةً لإنهاء جلسة النقاش. كنتيجة لذلك، اتخذ العديد من الإجراءات التشريعية في العقود الأخيرة عن طريق إحدى الطرق التالية، وخاصة التسوية.

### تسوية الميزانية
تسوية الميزانية إجراء نشأ عام 1974 كجزء من إجرائية ميزانية الكونغرس. باختصار، تبدأ عملية الميزانية السنوية بتبني إقرار للميزانية (يقر بالأكثرية البسيطة من كل مجلس، دون توقيع رئاسي، وليس ملزمًا بالقانون) يحدد المستويات الكلية لتمويل الحكومة. يمكن لمجلس الشيوخ بعدها دراسة قانون تسوية للميزانية، غير خاضع لإمكانية التعطيل، يسوي كميات التمويل في أي قوانين تخصيصات سنوية بالكميات المحددة في إقرار الميزانية. ولكن وفق قانون بيرد لا يمكن إخضاع «مسألة خارجية» لا علاقة لها بالميزانية في قانون تسوية. يحدد رئيس المجلس المفوض، بالاعتماد دائمًا (بدءًا من 2017) على رأي برلمان مجلس الشيوخ، ويحدد إذا كان الموضوع المدروس خارجيًّا، ويطلب وجود أكثرية بستين صوتًا لضم هكذا مادة إلى قانون التسوية.
خلال فترات سيطرة حزب واحد على الكونغرس والرئاسة، يزداد استخدام التسوية لفرض أجزاء كبرى من أجندة الحزب التشريعية بتفادي قانون الستين صوتًا. من الأمثلة البارزة على الاستخدام الناجح لهذا الأمر:
- قانون تسوية الميزانية الشامل لعام 1993، قانون عام، 103-66 (1993) – قانون ميزانية كلينتون، أقر في مجلس الشيوخ 51-50. رفع الضرائب على بعض كبار الكسبة.
- قانون تسوية النمو الاقتصادي والإعفاء الضريبي لعام 2001، قانون عام، 107-16 – أول مجموعة من الإعفاءات الضريبية لبوش، أقره مجلس الشيوخ 58-33.
- قانون تسوية الإعفاء الضريبي للوظائف والنمو لعام 2003، قانون عام، 108-27 – سرع قوانين الإعفاء الضريبي لبوش ومددها، أقره مجلس الشيوخ 51-50.
- قانون سد العجز لعام 2005، قانون عام، 109-71 – بطأ النمو في مصاريف الرعاية الصحية والإغاثة الطبية وغير صيغ القروض الطلابية، أقره مجلس الشيوخ 51-50.
- قانون منع الزيادة الضريبية والتسوية لعام 2005، قانون عام، 109-222 – مدد الفوائد الدنيا على أرباح رأس المال والإعفاء من الضرائب الدنيا البديلة، أقره مجلس الشيوخ 54-44.
- قانون تسوية التعليم والرعاية الصحية لعام 2010، قانون عام، 111-152 – الجزء الثاني من قانون الرعاية الصحية الأمريكي «أوباما-كير»، أقره مجلس الشيوخ 56-43. أدخل هذا القانون التعديلات المتعلقة بالميزانية لقانون «أوباما-كير» الأصلي، قانون حماية المرضى وقانون الرعاية الصحية الميسرة الذي كان قد أقر سابقًا بستين صوتًا. شمل أيضًا تغييرات مهمة متعلقة بقروض الطلاب.
- قانون الإعفاءات الضرورية والوظائف لعام 2017 – إعفاءات ترامب الضريبية، أقره مجلس الشيوخ 51-48.

### سلطة الترويج للتجارة
بدءًا من عام 1975 بقانون التجارة لعام 1974، ولاحقًا في قانون التجارة لعام 2002 وقانون تمديد التفضيلات التجارية لعام 2015، كان الكونغرس يوفر من وقت لآخر ما يدعى سلطة «المسار السريع» للرئيس كي يفاوض في اتفاقيات التجارة الدولية. بعد أن يقر الرئيس اتفاقيةً ما، يمكن للكونغرس بعدها الموافقة عليها أو رفضها، ولكنه لا يمكن أن يعدل ولا أن يعطل. في كل من مجلسي الشيوخ والنواب، يمكن للأعضاء في كل مجلس مناقشة مشروع القانون لما لا يزيد عن 20 ساعة، وبالتالي يمكن لمجلس الشيوه التصرف على أساس تصويت الأكثرية البسيطة بمجرد انتهاء الفترة المتاحة للمناقشة.

### قانون مراجعة الكونغرس
يسمح قانون مراجعة الكونغرس، الذي أقر في 1995، للكونغرس بمراجعة وإلغاء القوانين الإدارية التي تبناها الفرع التنفيذي خلال 60 يومًا تشريعيًّا. تستخدم هذه الإجرائية عادةً بنجاح بعد تغيير حزبي في الرئاسة. استخدمت مرةً واحدة في عام 2001 لإلغاء حكم إرغونومي (هندسة بشرية) عمم تحت رئاسة بيل كلينتون، ولك يستخدم في عام 2009، واستُخدم 14 مرة قي عام 2017 لإلغاء عدة تشريعات أقرت في السنة الأخيرة لرئاسة باراك أوباما.
ينص القانون على أن التشريع الذي يلغى من قبل الكونغرس «لا يمكن إعادة إصداره بصيغة هي نفسها إلى حد كبير» حتى يرخصه الكونغرس صراحةً. ولكن قرارات الإلغاء التابعة لقانون مراجعة الكونغرس تتطلب فقط 51 صوتًا في حين يتطلب ترخيص جديد للقرار 60 صوتًا. وبالتالي، يعمل قانون مراجعة الكونغرس عمليًّا على شكل «تذكرة باتجاه واحد» فيما يخص مسألة إعادة تعميم الحكم المعني، كما في حالة إدارة رئيس مستقبلي من حزب معارض.

### قانون الطوارئ القومية
يصوغ قانون الطوارئ القومية، المطبق في عام 1976، القوى الي يتمتع بها الرئيس في حالات الطوارئ. يفرض القانون عند تقديم حل مشترك لإنهاء حالة طوارئ وجوب دراسته في المجلس خلال عدد محدد من الأيام. يتجاوز حد الزمن شرط الستين صوتًا المعتاد لإنهاء النقاش، وبالتالي يسمح بحل مشترك تقره الأكثرية البسيطة من كل من مجلس النواب والشيوخ. وفق التصميم الأصلي، لم تكن هكذا حلول مشتركة تخضع للفيتو الرئاسي. ولكن عقب قرار المحكمة العليا في مصلحة الهجرة والتطبيع ضد شادا (1983) الذي حكم بأن الفيتو التشريعي غير دستوري، راجع الكونغرس القانون في 1985 لجعل الحل المشترك خاضعًا للفيتو الرئاسي.

### قانون قوى الحرب
قانون قوى الحرب، الصادر عام 1973 ضد فيتو ريتشارد نيكسون الرئاسي، يطلب عمومًا من الرئيس سحب المجندين المرسلين إلى خارج البلاد (وراء البحار) خلال 60 يومًا، قد يمددها الرئيس مرةً واحدة لثلاثين يومًا إضافيًّا، ما لم يعلن الكونغرس الحرب، والذي يحتفظ برخصة إعلان الحرب في الحالات الأخرى، أو إذا كان لا يستطيع الكونغرس عقد اجتماع بسبب هجوم مسلح على الولايات المتحدة. يجب على كل من مجلس النواب والشيوخ التصويت على أي قرار يمنح الحق باستخدام القوة، أو يطلب سحب القوات، ضمن فترة زمنية محددة، وبالتالي يؤسس عتبة أكثرية بسيطة في مجلس الشيوخ.